# Betania (Tabuaeran)
Betania ist ein Ort im nördlichen Teil des pazifischen Archipels der Line Islands nahe dem Äquator im Staat Kiribati. 2020 wurden 174 Einwohner gezählt.

## Geographie
Betania liegt zusammen mit Tereitake im Westen von Tabuaeran, in der Nähe des Flugplatzes der Insel (PLFA, TNV). Haupterwerbszweige sind Kokosanbau und Fischerei. Bicknell Point im Westen ist der westlichste Punkt des Atolls.

## Klima
Das Klima ist tropisch heiß, wird jedoch von ständig wehenden Winden gemäßigt. Ebenso wie die anderen Orte der südlichen Line Islands wird Betania gelegentlich von Zyklonen heimgesucht.